# 藤原有貞
藤原 有貞（ふじわら の ありさだ）は、平安時代初期から前期にかけての貴族。藤原南家、右大臣・藤原三守の七男。官位は従四位下・近江権守。

## 経歴
姉の貞子が仁明天皇の女御であったことから幼少時から天皇に近侍し、その寵幸を蒙った。承和11年（844年）若くして従五位下に叙爵し、丹波介に任ぜられ遙任で務めるが、翌承和12年（845年）仁明天皇の更衣・三国町との密通を疑われ常陸権介に左遷された。
文徳朝に入ると、散位を経て仁寿2年（852年）縫殿頭と再び京官に復帰し、のち斉衡3年（856年）右兵衛佐、斉衡4年（857年）左兵衛佐、天安2年（858年）従五位上・右近衛少将に叙任されるなど武官を歴任する。
清和朝でも引き続き右近衛少将を務める一方、伊勢権介・阿波権介・因幡守・讃岐権介と地方官も兼務した。また、この間の貞観6年（864年）正五位下に昇叙されている。貞観8年（866年）従四位下・備中守に叙任されて地方官に転じ、貞観10年（868年）近江権守に遷っている。
貞観15年（873年）3月26日卒去。享年47。最終官位は前近江権守従四位下。

## 人物
権貴の家柄であったがそれを誇ることがなく、意に逆らう人がいても、必ずしもその人を避けたりはしなかったという。

## 官歴
『六国史』による。
- 承和11年（844年） 正月7日：従五位下。日付不詳：丹波介（遙任）
- 承和12年（845年） 正月11日：常陸権介
- 嘉祥4年（851年） 2月13日：見散位
- 仁寿2年（852年） 2月28日：縫殿頭
- 斉衡3年（856年） 日付不詳：右兵衛佐
- 斉衡4年（857年） 2月23日：左兵衛佐
- 天安2年（858年） 正月7日：従五位上。2月5日：右近衛少将兼伊勢権介
- 貞観3年（861年） 正月13日：兼阿波権介
- 貞観4年（862年） 正月13日：兼因幡権守
- 貞観6年（864年） 正月7日：正五位下
- 貞観7年（865年） 正月27日：兼讃岐権介
- 貞観8年（866年） 正月7日：従四位下。正月13日：備中守
- 貞観10年（868年） 日付不詳：近江権守
- 貞観15年（873年） 3月26日：卒去（前近江権守従四位下）

## 系譜
『尊卑分脈』による。
- 父：藤原三守
- 母：飯高弟光の娘
- 妻：紀名虎の娘
  - 男子：藤原忠行（?-906）
- 妻：安峯氏
  - 男子：藤原忠門
- 妻：藤原富士丸の娘
  - 男子：藤原経邦
  - 男子：藤原清邦
- 生母不詳の子女
  - 男子：藤原忠相
  - 男子：藤原長福（或いは藤原三成の子）
  - 女子：藤原有実室